# Labertal-Radweg
Der Labertal-Radweg ist ein 38 km langer Fernradweg entlang der kleinen Laber in Bayern. 

## Routenverlauf
Der Labertal-Radweg führt von Neufahrn in Niederbayern durch das Tal der Kleinen Laber nordostwärts nach Straubing. Das Tal ist breit und stark landwirtschaftlich genutzt. Sehenswerte Orte entlang des Radweges sind Mallersdorf, das Kloster Mallersdorf, die Altstadt von Geiselhöring und das markante Kirchenensemble von Haindling.
Von Neufahrn i. NB. aus kann man auf dem Laber-Abens-Radweg weiter nach Abensberg oder über den Isar-Laber-Radweg zum Isarradweg nach Landshut fahren. In Straubing besteht Anschluss an den internationalen Donauradweg.

## Ausbauzustand
Der gut beschilderte Radweg ist nahezu eben, verläuft auf asphaltierter Trasse und wenig befahrenen Nebenstraßen. Er ist Teil des Bayernnetz für Radler.